# Баллимони Юнайтед
«Баллимони Юнайтед» (англ. Ballymoney United FC) — североирландский футбольный клуб из одноимённого города, в графстве Антрим. C 2006 года участвует во Второй дивизион, заняв 12 место в Первом дивизионе сезона 2005/06 и вылетев из него. Болельщики команды были уверены, что клуб сможет вернуться в Первый дивизион уже в первый же год. Но в последних турах команда сыграла вничью с не очень сильными соперниками: Глебе Рейнджерс, Дергвью, Энней Юнайтед, а также с Оксфорд Юнайтед Старс и ПСНИ (которые расположились соответственно на 5 и 6 строчке таблицы), что не позволило команде обойти ни Уэйкхерст, ни Лурган Селтик.

## Достижения
- Межрегиональная лига
  - Победитель (2): 1980/81, 1982/83
- Межрегиональный кубок вызова
  - Обладатель: 1998/99